# Minotetrastichus napomyzae
Minotetrastichus napomyzae är en stekelart som först beskrevs av Domenichini 1965.  Minotetrastichus napomyzae ingår i släktet Minotetrastichus och familjen finglanssteklar. Inga underarter finns listade i Catalogue of Life.